# طواف لانكاوي 1997
طواف لانكاوي 1997 هو سباق دراجات هوائية أقيم بتاريخ 13–24 فبراير 1997، تكون السباق من 12 مرحلة وامتدّ لمسافة 1538 كم، استغرق السباق 35 ساعة 44 دقيقة 25 ثانية.